# La Star (film, 2014)
Pour les articles homonymes, voir La Star et Star.
Pour plus de détails, voir Fiche technique et Distribution.
La Star (Звезда, Zvezda) est un film russe réalisé par Anna Melikian, sorti en 2014.
Il est présenté au festival Kinotavr 2014 où Anna Melikian remporte le Prix de la mise en scène et Severija Janusauskaite le prix de la meilleure actrice.

## Fiche technique
- Titre original : Звезда, Zvezda
- Titre français : La Star[2]
- Réalisation : Anna Melikian
- Scénario : Anna Melikian et Andreï Migatchev
- Costumes : Anna Chistova
- Photographie : Alisher Khamidkhodzhaev
- Musique : Anna Droubitch, Alina Orlova et Igor Vdovine
- Montage : Dasha Danilova
- Pays d'origine : Russie
- Format : Couleurs - 35 mm
- Genre : comédie dramatique
- Durée : 128 minutes
- Dates de sortie :
  -  Russie : 18 juin 2014 (Kinotavr 2014), 4 décembre 2014 (sortie nationale)

## Distribution
- Tinatin Dalakishvili : Masha
- Severija Janusauskaite : Margarita
- Pavel Tabakov : Kostya
- Andreï Smoliakov : Sergueï Vladimirovitch
- Juozas Budraitis :
- Aleksandr Sheyn :
- Arunas Storpirstis : Vrach
- Sergey Kaplunov :
- Yuriy Kutsenko : Kinozvezda
- Philippe Yankovski : Kinorezhisser

## Prix
- Kinotavr 2014 : Prix de la mise en scène, prix de la meilleure actrice.